# 伊良湖東大寺瓦窯跡

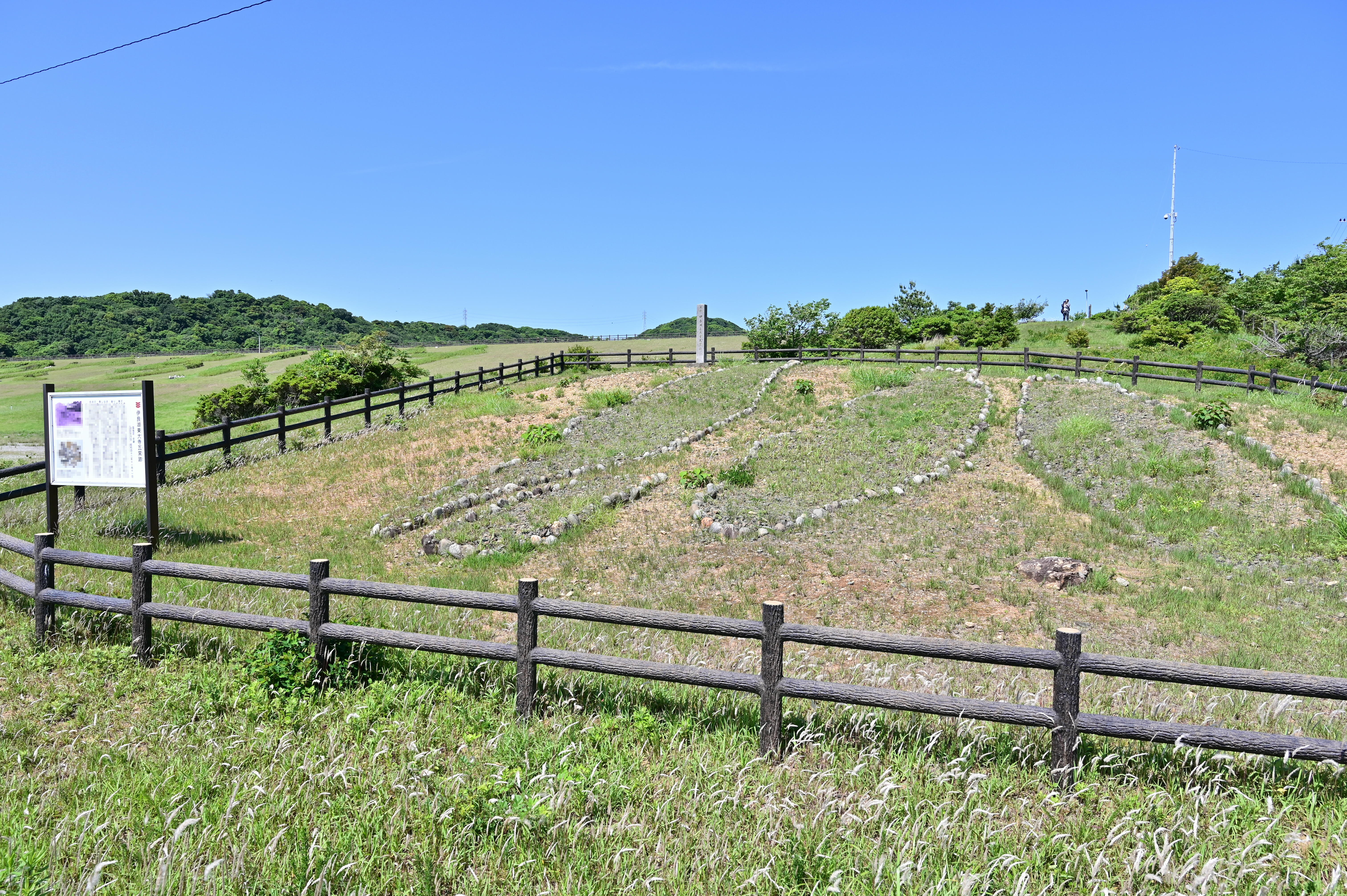
伊良湖東大寺瓦窯跡、背後に初立ダムがある。

伊良湖東大寺瓦窯跡（いらご とうだいじがようせき）は、愛知県田原市伊良湖町にある遺跡（窯跡）。中世渥美窯の一つ。国の史跡。
座標: 北緯34度35分42.7秒 東経137度3分22.4秒 / 北緯34.595194度 東経137.056222度

## 概要
豊川用水の最終調整池である初立池主堤の南側、標高11.5〜14.5メートルの洪積台地傾斜面に位置する古窯跡で、1966年（昭和41年）にダムの建設に際して発見され、発掘調査によって3基の窖窯跡が検出された。付近は字を瓦場と言い、古くから「東大寺の瓦を焼いた」と言い伝えられてきた。
たとえば、江戸期の人西村白鳥編の随筆　『煙霞綺談』には「1686年（貞享3年）に三河國伊良胡崎（いらこざき）の山間、初立（はつたち）の農夫が畑畦の堤より七曜の輪がある七寸（約21センチメートル）ほどの軒瓦を掘り出した」との記述がある。
1966年に出土した瓦の破片のうち、軒丸瓦・軒平瓦には「東大寺大佛殿瓦」、平瓦には「東」「大佛殿」などの文字が刻まれていたが、1968年（昭和43年）の東大寺鐘楼の屋根の葺き替えの際、旧来から使われていた平瓦に刻まれた「東」の文字が先に渥美から出土した瓦の文字と一致したことから、鎌倉時代の東大寺再建で使用された瓦がここで焼かれたと判明した。なお、その後の大仏殿周辺の調査で、ここで焼かれた軒丸瓦や軒平瓦が出土している。
当地で出土した瓦など455点（渥美郷土資料館収蔵）は、2020年（令和2年）に愛知県指定文化財（考古資料）となっている。

## 位置
- 愛知県田原市伊良湖町瓦場358-14

## 窯体データ

### 南窯
現存長11.5メートル（燃焼室3メートル、焼成室7メートル）で舟形の底面を持つ窖窯。焚口を西南に向けており、分焔柱付近では高さ約1メートルの天井が残存。分焔口は幅80〜85センチ、高さ93〜95センチ。

### 中窯
現存長11.8メートル（焼成室7.3メートル）で舟形の底面を持つ窖窯。焚口を西南西に向けており、分焔柱の南側のみ残存（幅80センチ、高さ110センチ）。分焔柱の東側側面と焼成室の北側壁面に板瓦片による補強。

### 北窯
現存長12.3メートル（燃焼室2メートル、焼成室8メートル）で舟形の底面を持つ窖窯。分焔柱は無し。燃焼室から焼成室の前半まで板瓦片による補修。
調査後、窯体は現地に埋没保存されており、現在では小礫で窯体の形をあらわした状態で置かれている。

## 出土品
- 軒丸瓦 - 南窯・中窯から出土。
- 軒平瓦 - 南窯・中窯から出土。
- 平瓦 - 窯の補強に使われたものと同一。
- 瓦経片 - 中窯から出土。それぞれ『法華経』と『大日経』が記されたもの[6]。
- 瓦塔片 - 北窯から出土。屋根1段分の破片、1辺50センチ。
- 山茶碗
- 小皿
- 片口鉢
- 壺
- 短頸壺
- 甕
- 子持器台
- 筒形容器 - 経筒の外筒か？[7]
- 陶錘片